# All-Ireland Senior Football Championship 1999
L'All-Ireland Senior Football Championship 1999 fu l'edizione numero 113 del principale torneo di calcio gaelico irlandese. Meath batté in finale Cork ottenendo la settima vittoria della sua storia. Fa la seconda in quattro anni per i "Royals".

## Campionati provinciali

### Munster Senior Football Championship

#### Quarti di finale
| Arbitro: | M. Collins (Cork) |

| |           |                                                            |
| M. Fitzgerald 0-4, G. Murphy 1-0, A. MacGearailt 0-3, D. O´ Sé, N. Kennelly, J. McGlynn, Billy O'Shea 0-1 each | Marcatori | D. Browne 0-4, P. Lambert 0-2, S. Maher, D. Byrne 0-1 each |

| Arbitro: | A. Mangan |

| |           |                                            |
| D. O'Neill 1-5, Mark O'Sullivan 1-4, A. Dorgan 1-2, J. Kavanagh 0-5, P. Clifford 0-4, C. O'Sullivan 0-2, D. Davis 0-1 | Marcatori | M. Power 0-2, R. Power, G. Hurney 0-1 each |

#### Semifinali
| Arbitro: | S. McCormack (Meath) |

| |           |                                                                      |
| P. O'Mahony 1-9, J. Kavanagh 1-2, A. O'Regan, F. Murray 1-0 each, M. O'Sullivan, A. Dorgan 0-1 each | Marcatori | M. Reidy 1-2, N. Mulvihill, M. O'Doherty, J. Quane, D. Ryan 0-1 each |

| Arbitro: | M. Curley (Galway) |

| |           | |
| J. Crowley 2-0, M. Fitzgerald 0-6, A. MacGearailt 0-4, D. O´ Cinneide 1-1, J. McGlynn 0-3, N. Kennelly, D. O´ Sé, E. Breen 0-1 each | Marcatori | D. Russell 0-3, P. McMahon, B. McMahon, C. Mullen 0-2 each, M. O'Connell, K. Considine, O. O'Dwyer 0-1 each |

#### Finale
| Arbitro: | P. McEneaney (Monaghan) |

| |           |                                                                   |
| P. Clifford, P. O'Mahony 0-4 each, F. Collins, F. Murray 1-0 each, J. Kavanagh, Michael O'Sullivan 0-1 each | Marcatori | R. MacGearailt 2-0, J. Crowley 0,2; J. McGlynn, W. Kirby 0-1 each |

### Leinster Senior Football Championship

#### 1º turno preliminare
| 9 maggio 1999 | Longford | 1-13 – 0-16 | Wexford | New Ross |

| Arbitro: | N Cooney (Offaly) |

|                                                                                            |           |                                                              |
| P. Barden, T. Smullen 1-4 each, P. Davis 0-3, E. Barden 0-2, T. Drake, S. Carroll 0-1 each | Marcatori | J. Hegarty 0-4, N. O'Brien 0-3, S. Doran, J. Lawlor 0-2 each |

| 23 maggio 1999 | Westmeath | 2-10 – 1-08 | Carlow |  |

#### 2º turno preliminare
| Arbitro: | B. White (Wexford) |

| |           | |
| D. Dolan 1-7, G. Heavin 1-5, M. Flanagan 1-0, R. O'Connell 0-2, D. O'Shaughnessy, A. Canning, S. Colleary 0-1 each | Marcatori | E. Barden 0-4, N. Sheridan, T. Smullen 1-0 each, P. Barden 0-2, E. Ledwith, D. Hannify, P. Davis 0-1 each |

#### Quarti di finale
| Arbitro: | J. Bannon (Longford) |

| |           | |
| D. Darcy 0-5, C. Whelan 0-4, I. Robertson, M. O'Keeffe 1-0 each, B. O'Brien 0-3, B. Stynes 0-2, P. Christie 0-1 | Marcatori | A. Doherty 0-5, C. Kely 0-3, S. O'Hanlon 0-2, A. Hoey, M. Farrelly, C. O'Hanlon, P. McGinnity 0-1 each |

| Arbitro: | P. Russell (Tipperary) |

|                                                                          |           |                                                                       |
| G. Geraghty 1-4, T. Dowd 1-2, T. Giles 0-2, R. Magee, O. Murphy 0-1 each | Marcatori | B. O'Donovan, D. Coffey, F. Daly, D. McMahon, R. Coffey, T. Doyle 0-1 |

| Arbitro: | B. Crowe (Cavan) |

| |           |                                               |
| D. Delaney 0-7, C. Conway 1-1, I. Fitzgerald 0-3, H. Emerson 0-2, K. Fitzpatrick, S. Kelly, T. Kelly 0-1 each | Marcatori | D. Dolan 1-6, G. Heavin, M. Flanagan 0-1 each |

| Arbitro: | P. McEneaney (Monaghan) |

| |           |                                                                |
| P. Brady, C. McManus, Colm Quinn 0-2 each; F. Cullen, V. Claffey, B. O'Brien, D. Connolly 0-1 each. | Marcatori | K. O'Dwyer 0-3, M. Lynch 0-2, D. Kerrigan, D. Earley 0-1 each. |

#### Semifinali
| Arbitro: | S. Prior (Leitrim) |

| |           |                                                            |
| I. Robertson 1-2, J. Gavin 0-3, D. Darcy 0-2, K. Galvin, B. Stynes, D. Farrell, P. Christie 0-1 each | Marcatori | D. Delaney 0-5, D. Sweeney, H. Emerson, S. Kelly, 0-2 each |

| Arbitro: | M. Curley (Galway) |

|                                                                                     |           |                                                                                        |
| O. Murphy 1-3, T. Dowd 0-4, T. Giles 0-3, D. Curtis, E. Kelly, G. Geraghty 0-1 each | Marcatori | D. Connolly 0-3, C. McManus 0-2, G. Grennan, J. Stewart, P. Brady, V. Claffey 0 1 each |

| Arbitro: | S. Prior (Leitrim) |

| |           |                                                                             |
| D. Darcy 0-5, I. Robertson 0-4, B. Stynes 0-3, C. Whelan, D. Farrell, E. Sheehy, J. Gavin 0-1 each | Marcatori | I. Fitgzerald 0-4, C. Conway 1-1; S. Kelly, H. Emerson, D. Delaney 0-2 each |

#### Finale
| Arbitro: | M. Curley (Galway) |

|                                                                              |           |                                           |
| O. Murphy 1-5, T. Giles 0-5, G. Geraghty 0-2, N. Nestor, H. Traynor 0-1 each | Marcatori | D. Darcy 0-6, J. Gavin 0-5, C. Whelan 0-1 |

### Ulster Senior Football Championship

#### Turno preliminare
| Arbitro: | M. Convery (Derry) |

|                                                                                  |           |                                                                       |
| T. Brewster 0-6, S. King 2-2, R. Gallagher 0-2, R. Johnson, L. McBarron 0-1 each | Marcatori | D. Smyth 1-5, I. Larmer 0-2, P. Duffy, F. McEneany, J. Coyle 0-1 each |

#### Quarti di finale
| Arbitro: | M. Curley (Galway) |

|                                                                                      |           |                                                                                                |
| O. McConville 0-6, B. McKeever 1-1, D. Marsden, C. O'Rourke 0-2 each, P. McGrane 0-1 | Marcatori | T. Boyle 1-2, J. Duffy 1-1, B. Devanney, B. Roper 0-2 each, J. McGuinness, N. Hegarty 0-1 each |

| Arbitro: | M. Curley (Galway) |

| |           |                                                                                          |
| C. O'Rourke 1-1, P. McKeever 0-3, D. Marsden 1-0, O. McConville, J. McIntee 0-2 each, A. McCann, A. O'Neill, P. McGrane 0-1 each | Marcatori | T. Boyle 0-6, M. Hegarty 0-2, J. McGuinness, M. Crossan, B. Devanny, A. Sweeney 0-1 each |

| Arbitro: | P. Russell (Tipperary) |

| |           |                               |
| E. Muldoon 1-3, A. Tuohill 0-4, D. Dougan 1-0, J. Brolly, P. McFlynn, J. McBride 0-2 each, S. Downey 0-1 | Marcatori | R. Carolan 0-4, J. Coffey 0-1 |

| Arbitro: | B. Doheny (Louth) |

| |           |                                                                                       |
| S. Ward 0-5, M. Linden 1-2, C. McCabe 0-4, S. Mulholland, B. Burns, P. Higgins, M. McGill 0-1 each | Marcatori | J. McManus 0-4, K. Madden 0-4, A. Finegan 0-3, R. Hamill 0-2, P. McCann, G. Adams 0-1 |

| Arbitro: | B. Gorman (Armagh) |

| |           |                                                                 |
| A. Cush 0-7, P. Canavan 0-4, B. Dooher 0-2, M. McGleenan. C. MacAnallen, G. Cavlan, C. Loughran, S. O'Neill 0-1 each | Marcatori | T. Brewster 0-3, R. Gallagher, S. King 0-2 each, S. Maguire 0-1 |

#### Semifinali
| Arbitro: | J. Bannon (Longford) |

|                                                                              |           | |
| O. McConville 1-2, E. Marsden, C. O'Rourke, P. McKeever, P. McGrane 0 2 each | Marcatori | A. Tohill 0-4, J. Downey 0-2, J. Brolly, D. Dougan, J. McBride, P. McFlynn, J. Cassidy, G. Coleman 0-1 each |

| Arbitro: | P. McEneaney (Monaghan) |

|                                                                                             |           | |
| C. McCabe 2-3, R. Carr, M. Linden 0-3 each, S. Ward, S. Mulholland 0-2 each, P. Higgins 0-1 | Marcatori | A. Cush 0-4, B. Dooher, P. Canavan 0-3, G. Calvan 0-2, E. Gormley, C. Loughran, R. McGarrity 0-1 each |

#### Finale
| Arbitro: | P. Russell (Tipperary) |

|                                                                                |           |                                                                                    |
| O. McConville 2-7, D. Marsden 1-2, T. McEntee, P. McGrane, J. McEntee 0-1 each | Marcatori | S. Mulholland 0-4, C. McCabe 0-2, S. Ward, B. Burns, R. Carr, G. McCartan 0-1 each |

### Connacht Senior Football Championship

#### Quarti di finale
| Arbitro: | S. Prior (Leitrim) |

|                                                                                  |           |                                                                                              |
| M. Sheridan 0-6, C. MacManamam, D. Nestor 1-2 each, B. Maloney 1-0, J. Horan 0-3 | Marcatori | M. Slowey 0-3, W. O'Donnel, P. Mahoney 0-2 each, S. Cassidy, K. Keaveney, E. Cleary 0-1 each |

| Arbitro: | B. Gorman (Armagh) |

|                                                                                                 |           |                                                                                           |
| F. Dolan, E. Lohan 0-3 each, S. Lohan, L. Dowd, C. Kenneally, N. Dineen 0-2 each, D. Duggan 0-1 | Marcatori | C. Carroll 1-1, F. McBrien, A. Rooney, A. Charles, J. Ward, G. Bohan, P. Farrell 0-1 each |

| Arbitro: | E. Neary (Sligo) |

| |           |                                                                                       |
| P. Joyce 1-5, N. Finnegan J. Fallon 0-4 each, D. Savage 0-2, S. Og de Paor, P. Clancy, T. Joyce 0-1 each, | Marcatori | J. Grimes 1-1, T. McGivern 0-3, T. Maguire, P. Coggins, T. Murphy J. Gormley 0-1 each |

#### Semifinali
| Arbitro: | B. White (Wexford) |

|                                                                                               |           |                                                          |
| M Sheridan 0-9, J Casey 0-6, N Connelly, C MacManamann 0-2 each, J Horan, K Mortimer 0-1 each | Marcatori | D Duggan 0-4, F O'Donnell 0-3, F Grehan 0-2, F Dolan 0-1 |

| Arbitro: | P. Russell (Tipperary) |

|                                                                        |           | |
| B. Walsh 2-0, P. Durcan 1-1, E. O'Hara, K. Killeen, P. Taylor 0-2 each | Marcatori | P. Joyce 0-4, D. Savage 1-0, P. Clancy 0-3, J. Donnellan, M. Donnellan 0-2 each; S. O´g de Paor, K. Walsh 0-1 each |

| Arbitro: | P. Russell (Tipperary) |

|                                                                   |           |                                                                                                 |
| P. Taylor 0-3, D. Sloyane 0-2, J. McPartland, K. Killeen 0-1 each | Marcatori | J. Donnellan 0-7, S. de Paor 1-2, J. Fallon, D. Savage 0-3 each, N. Finnegan, P. Joyce 0-1 each |

#### Finale
| Arbitro: | B. White (Wexford) |

| |           |                                                                                |
| D. Nestor 1-1, J. Horan 0-5, M. Sheridan 0-3, K. Mortimer, C. McManaman, K. McDonald, P. Fallon, J. Nallen 0-1 each | Marcatori | P. Joyce 1-2, N. Finnegan 0-3, J. Donnellan, D. Savage 0-2 each, J. Fallon 0-1 |

## Semifinali
| Dublino 22 agosto 1999 | Cork                            | 2-12 – 0-12 referto | Mayo | Croke Park (58496 spett.)\| Arbitro: \| J. Bannon (Longford) (Longford) \| |
| Arbitro:               | J. Bannon (Longford) (Longford) |                     |      |                                                                            |

| Dublino 29 agosto 1999 | Meath                  | 0-15 – 2-05 referto | Armagh | Croke Park (60589 spett.)\| Arbitro: \| P. Russell (Tipperary) \| |
| Arbitro:               | P. Russell (Tipperary) |                     |        |                                                                   |

### Finale
| Dublino 26 settembre 1999, ore 15:30 BST | Meath              | 1-11 – 1-08 referto | Cork | Croke Park (63226 spett.)\| Arbitro: \| M. Curley (Galway) \| |
| Arbitro:                                 | M. Curley (Galway) |                     |      |                                                               |